# Stader Landstraße (Bremen)
Die Stader Landstraße ist eine Erschließungsstraße in Bremen, Stadtteil Burglesum, Ortsteil Burgdamm. Sie führt in Südwest-Nordost-Richtung von der Hindenburgstraße bis zur Bremer Landstraße in Ritterhude.
Sie gliedert sich in die Teilbereiche
- Hindenburgstraße bis Autobahn und
- Autobahn bis Bremer Straße in Ritterhude.

Die Querstraßen und Anschlussstraßen wurden oft nach skandinavischen Städten benannt sowie u. a. als Hindenburgstraße nach dem Generalfeldmarschall und Reichspräsidenten Paul von Hindenburg (1847–1934), Bremerhavener Heerstraße, Neustettiner Straße nach der Stadt in Westpommern, Neuer Steindamm der zum Steindamm führt, Burgdammer Postweg nach dem alten Postweg nach Stade, Burgdammer Mühlenberg nach der 1277 erwähnten Mühle von Marßel, Marßel nach dem Stammsitz der 1243 erwähnten Ritter von Mercele, die ihre Güter in Lesum hatten, Burgdammer Straße 1936 nach dem Ortsteil, Burgdammer Ring, der die Bremerhavener Heerstraße und Stader Landstraße verbindet, Rügenwalder Straße nach der Stadt in Westpommern, Autobahn A 27, Olof-Palme-Straße nach dem schwedischen Staatsmann, unbenannter Weg, Stockholmer Straße, Helsinkistraße, zwei unbenannte Wege, Osloer Straße, unbenannter Weg, Hammerfester Straße, Helsingborger Straße, Stavangerstraße, unbenannter Weg und Bremer Landstraße; ansonsten siehe beim Link zu den Straßen.

## Geschichte

### Name
Die Stader Landstraße wurde benannt nach der Kreisstadt Stade, die 1648 Regierungssitz des schwedischen, ab 1715 des hannoverschen Herzogtums Bremen und Fürstentums Verden war. 1823 war das Territorium in der Landdrostei Stade. 1885 wurde daraus der preußische Regierungsbezirk Stade. Bis 1939 war Stade der Hauptort der Gemeinde(n). Stade bezeichnete im Mittelhochdeutschen einen natürlichen Landeplatz für kleinere Schiffe, Gestade ist das Ufer eines Flusses oder Meeres.

### Entwicklung
Burgdamm entstand 1860 aus den Gemeinden Marßel, Burgdamm und Vorburgdamm. 1860 wurde das historische Gebäude (Nr. 46) des heutigen Stadtteilhauses Cigarrenmanufactur errichtet, wo bis in die 1930er Jahre produziert wurde. 1939 wurde Burgdamm nach Bremen eingemeindet. Östlich der A 27 befindet sich das Marßeler Feld. Nach 1945 zog die Lloyd Kaffeerösterei vom Bremer Viertel zur Stader Landstraße um und schloss 2001 den Betrieb. In den 1960er Jahren erfolgte der Bau der Siedlung Marßel mit 2300 Geschosswohnungen und 300 Einfamilienreihenhäusern durch die Gewoba und die Brebau für heute (2018) rund 6000 Einwohner.

### Verkehr
Die Stader Landstraße führt über Ritterhude, dann auf der Bundesstraße 74 über Osterholz-Scharmbeck und Bremervörde nach Stade. Die Straße wurden schon im Dreißigjährigen Krieg von den Kriegsparteien als Heerstraße genutzt. Ab 1665 fand der regelmäßige Fahrpostverkehr zwischen Bremen und Hamburg statt. Die Landstraße zwischen Bremen und Bremervörde wurde 1839 befestigt. 1932 wurde die Bezeichnungen Fernverkehrsstraße 74, 1937 Reichsstraße 74 und nach 1949 Bundesstraße 74 eingeführt.
Hinweis: In den Nachbarorten Ritterhude und Osterholz-Scharmbeck gibt es auch eine Stader Landstraße.
Im Nahverkehr in Bremen durchfahren die Buslinien 93 (Gröpelingen ↔ Marßel) und 94 (Marßel ↔ Bf Burg ↔ Schwanewede) teilweise die Straße sowie der Regionalbus 680 (Bremen – Burg – Ritterhude – Wallhöfen).

## Gebäude und Anlagen
An der Straße stehen überwiegend ein- bis viergeschossige Wohnhäuser.
Erwähnenswerte Gebäude und Anlagen
- Bremer Heerstraße Nr. 51a Ecke Stader Landstraße: 2-gesch. Wohn- und Gasthaus
- Nr. 6: 1-gesch. Einkaufsmarkt
- Nr. 16: 1-gesch. Wohnhaus von um 1900 mit Giebel und 3-gesch. Giebelrisalit als Speicher mit auskragendem Außenaufzug und Toren
- Nr. 17: 1-gesch. Wohnhaus mit Mittelrisalit
- Nr. 19 und 21: zwei 2-gesch. Wohnhäuser mit Walmdächern, wohl aus den 1920/30er Jahren
- Nr. 34: 2-gesch. Wohnhaus von um 1900 mit Mittelrisalit
- Nr. 35: 1- und 2-gesch. Wohnhaus mit verzierter Klinkerfassade und 3-gesch. Mittelrisalit
- Ecke Burgdammer Postweg: kleine Grünanlage
- Nr. 46: 2-gesch. verklinkertes modernisiertes Gebäude von 1860 der alten Zigarrenfabrik Wilckens. Seit 2008 nach Umbau ist hier das „Mitmach“ - Hauswirtschaftsmuseum Köksch un Qualm des Beschäftigungsträgers bras, seit 2016 auch das Stadtteilhaus Cigarrenmanufactur der Bremer Heimstiftung mit betreuten Mehrgenerationenwohnungen im Alt- und in einem Neubau von 2017/18 sowie mit Gemeinschafts- und Veranstaltungsräumen.
- Nr. 53: 1-gesch. Wohnhaus von um 1900 mit Zwerchgiebel
- Nr. 57: 1-gesch. Wohn- und Geschäftshaus von um 1900 mit 2-gesch. Giebelrisalit
- Nr. 59: 2-gesch. Wohnhaus von um 1910 mit Giebelelememt
- Nr. 72: 1-gesch. Baumarkt mit Grünzentrum
- Nr. 84: 3-gesch. neueres Gebäude mit Nutzfahrzeughandel
- Brücke über die Bundesautobahn 27
- Ecke Stockholmer Straße: 8-gesch. Wohnhochhaus
- Ab Stockholmer- und Helsinkistraße: Siedlung Marßeler Feld mit 3-4-gesch. Wohnhäusern sowie 1-gesch., später 2-gesch. Reihenhäusern
- Nr. 100: 1-gesch. Gebäude des Sportvereins SG Marßel Bremen mit einer Halle und Sportplätzen